# 四奉請
四奉請（しぶじょう）とは、天台宗や浄土宗において、法要や勤行で唱えられる偈文（げもん）のひとつ。
法要にあたって、諸仏を奉請する（招き入れる）ための祈りの歌である。偈中に「散華楽」とある通り、散華を散らしながら唱えるのが正式である。
天台宗では黄昏課誦(夕方の勤行)で『阿弥陀経』に先駆けて唱えるのが一般的。またこの黄昏課誦は、平安時代になって日本に伝えられた儀式のため、四奉請や阿弥陀経も含めて漢音で唱える。
唐代には、音楽的に念仏を唱える「五会念仏」を提唱した法照が自著『法照禅師五会法事讃』でこれを採用、その縁あって現在では浄土宗でも法要の際に唱えられる。天台宗から取り入れたため、浄土宗の本尊である阿弥陀如来より先に釈迦如来が奉請される。また浄土宗でも漢音で唱えるのが通例。ちなみに三奉請では阿弥陀如来が最初に奉請されるよう修正されている。浄土宗では関西で主に四奉請、関東で主に三奉請を用いる。

## 偈文
奉請十方如来（ほうぜいしほうじょらい）入道場（じとうちょう）散華楽（さんからく）

奉請釈迦如来（ほうぜいせきゃじょらい）入道場（じとうちょう）散華楽（さんからく）

奉請弥陀如来（ほうぜいびたじょらい）入道場（じとうちょう）散華楽（さんからく）

奉請観音勢至諸大菩薩（ほうぜいかんにんせいししょたいほさ）入道場（じとうちょう）散華楽（さんからく）

## 偈文の訳（和文）
請（しょう）し奉（たてま）る十方如来、道場（どうじょう）に入（い）りたまえ。散華楽（さんげらく）

請し奉る釈迦如来、道場に入りたまえ。散華楽

請し奉る弥陀如来、道場に入りたまえ。散華楽

請し奉る観音勢至諸大菩薩、道場に入りたまえ。散華楽